# Sarsamphiascus longiarticulatus
Sarsamphiascus longiarticulatus is een eenoogkreeftjessoort uit de familie van de Miraciidae. De wetenschappelijke naam van de soort is voor het eerst geldig gepubliceerd in 1974 door Marcus.